# 猪野鹿次
猪野 鹿次（いの しかじ、1879年（明治12年）9月7日 - 没年不明）は、明治時代後期から昭和時代前期の政治家。大日本帝国陸軍軍人。福岡県飯塚市長。号に城南。

## 経歴
猪野昌の長男として福岡区（現福岡市）に生まれる。1900年（明治33年）、福岡県中学修猷館を卒業。1902年（明治35年）12月、福岡県属となったのち陸軍に入り、1904年（明治37年）2月、陸軍歩兵少尉、1905年（明治38年）8月、中尉と進んだ。この間、日露戦争に出征した。1913年（大正2年）10月、福岡県築上郡長に就任し、1916年（大正5年）2月、同県三井郡長に転じる。1920年（大正9年）9月、筑紫郡長となり、1926年（大正15年）6月、退官した。同年8月、日本赤十字社福岡支部主事となり、1928年（昭和3年）4月に退職。同月、嘉穂郡飯塚町長に就任し、1932年（昭和7年）3月、市制施行と共に飯塚市長に就任した。

## 栄典
位階
- 1926年（大正15年）7月 - 正五位[1]

勲章等
- 勲六等単光旭日章[1]
- 1917年（大正6年）3月 - 勲五等瑞宝章[1]
- 1924年（大正13年）5月 - 勲四等瑞宝章[1]